# Samuele Cavalieri
Samuele Cavalieri (Bologna, 7 juni 1997) is een Italiaans motorcoureur.

## Carrière
Cavalieri begon zijn motorsportcarrière op zesjarige leeftijd in de minibikes. Hierna kwam hij uit in onder meer de MiniGP en de Sport Production. In 2012 werd hij vierde in de Moto3-klasse van de Trofeo Honda. In 2013 kwam hij uit in het Italiaanse Moto3-kampioenschap op een Honda. Hij scoorde enkel een punt met een vijftiende plaats op het Circuit Mugello, waardoor hij op plaats 22 in het klassement eindigde. In 2014 werd hij vijfde in de 600cc-klasse van de Trofeo Honda.
In 2015 maakte Cavalieri de overstap naar het Italiaans kampioenschap Supersport. In de helft van de races kwam hij tot scoren, met een achtste plaats op Mugello als hoogtepunt. Met 20 punten werd hij achttiende in de eindstand. In 2016 stapte hij over naar het Spaanse Moto2-kampioenschap, waarin hij op een Kalex uitkwam. Hij kwam tot scoren in alle races waarin hij aan de finish kwam, met twee vijfde plaatsen op het Circuit Ricardo Tormo Valencia en het Motorland Aragón als beste resultaten. Met 59 punten werd hij tiende in het klassement.
In 2017 debuteerde Cavalieri in het Italiaans kampioenschap superbike, waarin hij op een Ducati reed. Hij behaalde zijn eerste podiumfinish op Mugello en hij werd met 71 punten negende in het klassement. In 2018 behaalde hij opnieuw een podiumplaats, ditmaal in de seizoensfinale op het Autodromo Vallelunga. Met 76 punten werd hij opnieuw negende in het kampioenschap. Tevens reed hij dat jaar in twee races van de FIM Superstock 1000 Cup op het Autodromo Enzo e Dino Ferrari en het Misano World Circuit Marco Simoncelli op een Ducati als wildcardcoureur. Hij eindigde deze races respectievelijk als tiende en achtste.
In 2019 behaalde Cavalieri vijf podiumplaatsen in het Italiaans kampioenschap superbike: twee op zowel Misano en Mugello en een op Vallelunga. Met 130 punten werd hij achter Michele Pirro, Lorenzo Savadori en Lorenzo Zanetti vierde in het eindklassement. Tevens debuteerde hij dat jaar in het wereldkampioenschap superbike op een Ducati als wildcardcoureur tijdens het weekend op Misano. Hij behaalde twee dertiende plaatsen, waardoor hij zes kampioenschapspunten behaalde. In 2020 behaalde hij in het Italiaans kampioenschap superbike vier podiumplaatsen: twee op zowel Mugello als Imola. Met 109 punten werd hij achter Savadori tweede in het kampioenschap. Tevens reed hij dat jaar in twee raceweekenden van het WK superbike op een Ducati als vervanger van de gestopte Marco Melandri. Zijn beste resultaten waren drie zestiende plaatsen: een op het Circuit de Barcelona-Catalunya en twee op het Circuit Magny-Cours.
In 2021 maakt Cavalieri zijn debuut als fulltime coureur in het WK superbike op een Ducati.